# Верховный Совет Киргизской ССР

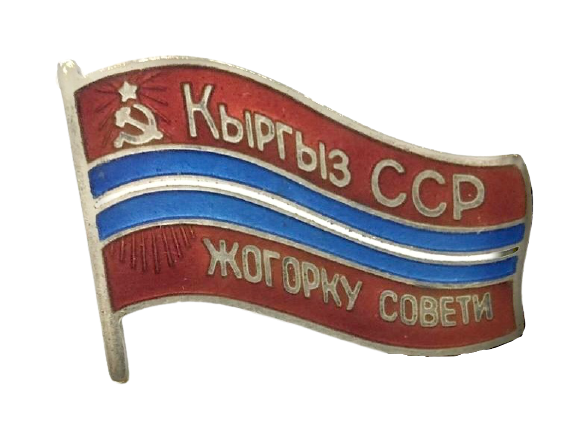
Значок депутата Верховного Совета Киргизской ССР

Верховный совет Киргизской ССР (кирг. Кыргыз ССРнин Жогорку Совети) — высший орган государственной власти, а затем законодательный, распорядительный и контрольный орган государственной власти Киргизской Советской Социалистической Республики, действовавший с июня 1938 года и избираемый всеобщим, равным и прямым голосованием в составе 450 депутатов. Срок полномочий Верховного Совета был установлен сперва в 4 года, а по Конституции 1978 года — в 5 лет.
5 мая 1993 года в связи с принятием Конституции Кыргызстана был преобразован в Жогорку Кенеш.

## Список депутатов по созывам
- 1 созыв — избран 12 декабря 1937, заседал с 1938 по 1946 (выборы во время Великой Отечественной войны не проводились)
- 2 созыв — избран 10 февраля 1946, заседал с 1946 по 1950;
- 3 созыв — избран 12 марта 1950, заседал с 1950 по 1954;
- 4 созыв — избран 14 марта 1954, заседал с 1954 по 1958;
- 5 созыв — избран 16 марта 1958, заседал с 1958 по 1962;
- 6 созыв — избран 18 марта 1962, заседал с 1962 по 1966;
- 7 созыв — избран 12 июня 1966, заседал с 1966 по 1970;
- 8 созыв — избран 13 июня 1971, заседал с 1971 по 1975;
- 9 созыв — избран 15 июня 1975, заседал с 1975 по 1979;
- 10 созыв — избран 4 марта 1979, заседал с 1979 по 1984;
- 11 созыв — избран 4 марта 1984, заседал с 1984 по 1989;
- 12 созыв — избран 4 марта 1990, заседал с 10 апреля 1990 по 1994 (с 31 августа 1991 года Жогорку Кенеш Кыргызской Республики)[3]

## Председатели Верховного Совета Киргизской ССР
- Боряк, Иван Петрович (18 июля 1938 — 10 мая 1940)
- Джаналиев, Кадыралы (10 мая 1940 — 15 марта 1947)
- Суеркулов, Абды Суеркулович (15 марта 1947 — 10 июля 1950)
- Мамбетов, Болот Мамбетович (10 июля 1950- 21 августа 1953)
- Дикамбаев, Казы Дикамбаевич (21 августа 1953 — 1 апреля 1955)
- Каракеев, Курман-Гали Каракеевич (1 апреля 1955- 27 мая 1959)
- Усубалиев, Турдакун Усубалиевич (27 мая 1959 — 11 мая 1961)
- Казакбаев, Абдыкаир (11 мая 1961 — 15 апреля 1963)
- Токомбаев, Асамбек (15 апреля 1963 — 30 июля 1964)
- Мураталиев, Бейшенбай Тоголокович (30 июля 1964 — 1 июля 1971)
- Джамгерчинов, Бегималы Джамгерчинович (1 июля 1971 — 4 июля 1975)
- Табышалиев, Салмоорбек (4 июля 1975 — 27 марта 1980)
- Аскаров, Тендик Аскарович (27 марта 1980 — 26 марта 1985)
- Карыпкулов, Аманбек Карыпкулович (26 марта 1985 — ?)
- Садыков, Тургунбай Садыкович (1985 — 10 апреля 1990)

## Председатели Президиума Верховного Совета Киргизской ССР
- Толубаев, Асаналы (19 июля 1938 — 22 марта 1943)
- Токобаев, Молдогазы (22 марта 1943 — 14 ноября 1945)
- Кулатов, Турабай Кулатович (14 ноября 1945 — 25 августа 1978)
- Ибраимов, Султан Ибраимович (25 августа 1978 — 22 декабря 1978)
- Бусс, Андрей Андреевич (и. о.) (22 декабря 1978 — 10 января 1979)
- Дуйшеев, Арстанбек Дуйшеевич (10 января 1979 — 14 января 1981)
- Кошоев, Темирбек Кудайбергенович (14 января 1981 — 8 августа 1987)
- Акматов, Таштанбек Акматович (8 августа 1987 — 10 апреля 1990)

## Председатели Верховного Совета Киргизской ССР в 1990—1991 гг
В апреле 1990 года Президиум Верховного совета Киргизской ССР был расформирован, как и в других союзных республиках, и его функции переданы Председателю Верховного совета. Таким образом, при сходном названии, должность Председателя Верховного совета Киргизской ССР в 1990—1991 годах по содержанию весьма отличалась от одноимённой должности до 1990 года.
- Масалиев, Абсамат Масалиевич (10 апреля 1990 — 10 декабря 1990)
- Шеримкулов, Медеткан Шеримкулович — (11 декабря 1990 − май 1993)

## В названиях
- Воздушно-десантное училище имени Верховного Совета Киргизской ССР